# ОШ „Јован Јовановић Змај” Сремска Каменица
ОШ „Јован Јовановић Змај” у Сремској Каменици је државна школа основног образовања и једна је од најстаријих српских школа, јер је њен рад забележен још далеке 1701. године.

## Историјат
По историјским изворима, у путопису Антуна Вранчића из 1567. године, у Сремској Каменици је постојала школа још пре доласка Турака. У периоду од 1526. до 1687. године, када су Турци запосели Каменицу, школа није радила. Православна црквена општина 1701. године у порти гради и отвара мушку школу са три разреда (букварац, чаславац и псалтирац) о чему постоје сачувани писани документи. Учитељ је био сам парох.
Прва намески зидана школска зграда изграђена је 1742. године, која је имала учионицу и стан за учитеља, а од 1869. године стан је постао женска школа. Током 19. и почетком 20. века школа је мењала организацију рада и називе, у зависности ко је градом владао. После Другог светског рата, тек 1951. године, школа је добила данашње име и прераста у осмогодишњу школу.
Школа се у данашњу функционалну зграду уселила 1961. године. Централни део данашње школске зграде који је временом прошириван прво 1970. године, додавањем простора за радионице за техничко, кухињу, купатила са свлачионицама, фото лабораторија и великом фискултурном салом, а касније 1982. године и новог крила школске зграде са савременим кабинетима и просторијама за припрему наставе (биологија, физика-хемија, историја, ликовни атеље)... 